# 太阳升镇 (大庆市)
太阳升镇，是中华人民共和国黑龙江省大庆市大同区下辖的一个镇。，位于大庆油田南端。现有5个行政村，20个自然屯，3383户，14181人，总耕地39480亩，草原面积114345亩，可利用面积87000亩，水面67000亩。

## 行政区划
太阳升镇下辖以下地区：
委什吐村、大围子村、九间村、马营子村和葡萄花村。